# Fundamental ausente
Uma fundamental ausente é uma frequência fundamental de uma série harmônica que não é audível, mas que pode ser inferida devido à presença das frequências superiores da série. Esta é uma espécie de ilusão auditiva.
Quando uma nota tem uma altura de 110 Hz (nota Lá), ela consistirá não só desta frequência, mas também de todos os seus harmônicos, que são todos os múltiplos inteiros da frequência fundamental (neste caso, 110, 220, 330, 440, 550, 660... Hz). No entanto, se utilizarmos um alto-falante incapaz de reproduzir baixas frequências, a fundamental (110 Hz) não poderá ser ouvida. Ainda assim uma pessoa que ouça este som ainda conseguirá ouvir a nota fundamental. No passado se acreditava que isto se devia ao fato de que a fundamental ausente era substituída por distorções causadas pela física do ouvido. Pesquisas posteriores mostraram, porém, que mesmo que um ruído capaz de mascarar estas distorções fosse introduzido na amostra, os ouvintes ainda assim teriam a impressão de ouvir a fundamental ausente. Hoje em dia, os físicos aceitam que o cérebro processa as informações contidas nos sobretons para calcular qual seria a nota ausente. A forma precisa como isso ocorre ainda é assunto de acaloradas discussões entre estudiosos de acústica, mas esse processamento parece ser baseado na sincronização dos pulsos neurais no nervo auditivo.
O senso comum tenderia a concluir que, no caso da ausência da fundamental, o primeiro harmônico presente determinaria a altura, no entanto é fácil perceber que isso resultaria em uma série harmônica imperfeita. Vejamos: em nosso exemplo, os primeiros harmônicos da série seriam 110, 220, 330, 440, 550, 660 Hz. Se tomarmos uma série harmônica cuja fundamental seja 220 Hz (a primeira frequência realmente ouvida) ela seria composta das seguintes frequências: 220, 440, 880, 1760, 3520 Hz. Uma simples comparação mostra que a as frequências de 330, 550 e 660 Hz não fazem parte da série da nota mais aguda e portanto esta não poderia ser a fundamental desta série, mas sim a frequência ausente.
Este conceito é bastante utilizado atualmente para simular acusticamente a existência de baixos que na verdade não poderiam ser reproduzidos por equipamentos e alto-falantes comuns. Pelo processamento seletivo de certas parciais, é possível fazer com que o ouvinte pense estar ouvindo um som mais grave do que o real, substituindo as notas perdidas pela ineficiência do equipamento.